# 馬希賴森峰

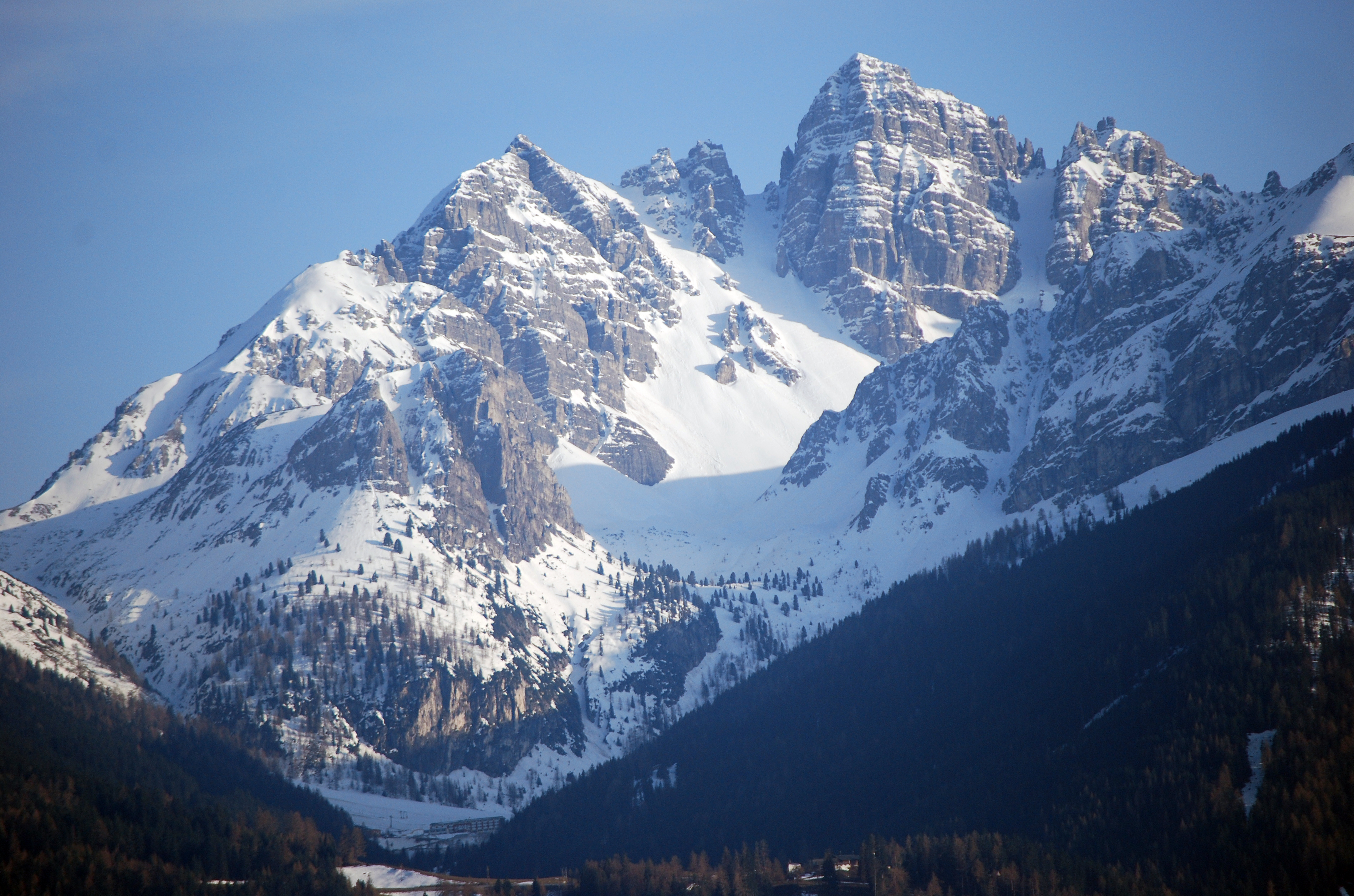

47°10′21″N 11°18′30″E / 47.17250°N 11.30833°E
馬希賴森峰（德語：Marchreisenspitze），是奧地利的山峰，位於該國西部，由蒂羅爾州負責管轄，屬於卡克格爾山脈的一部分，距離施泰因格魯本科格爾山2.2公里，海拔高度2,620米，人類在1879年6月26日首次登頂。